# Gap (Bioinformatik)

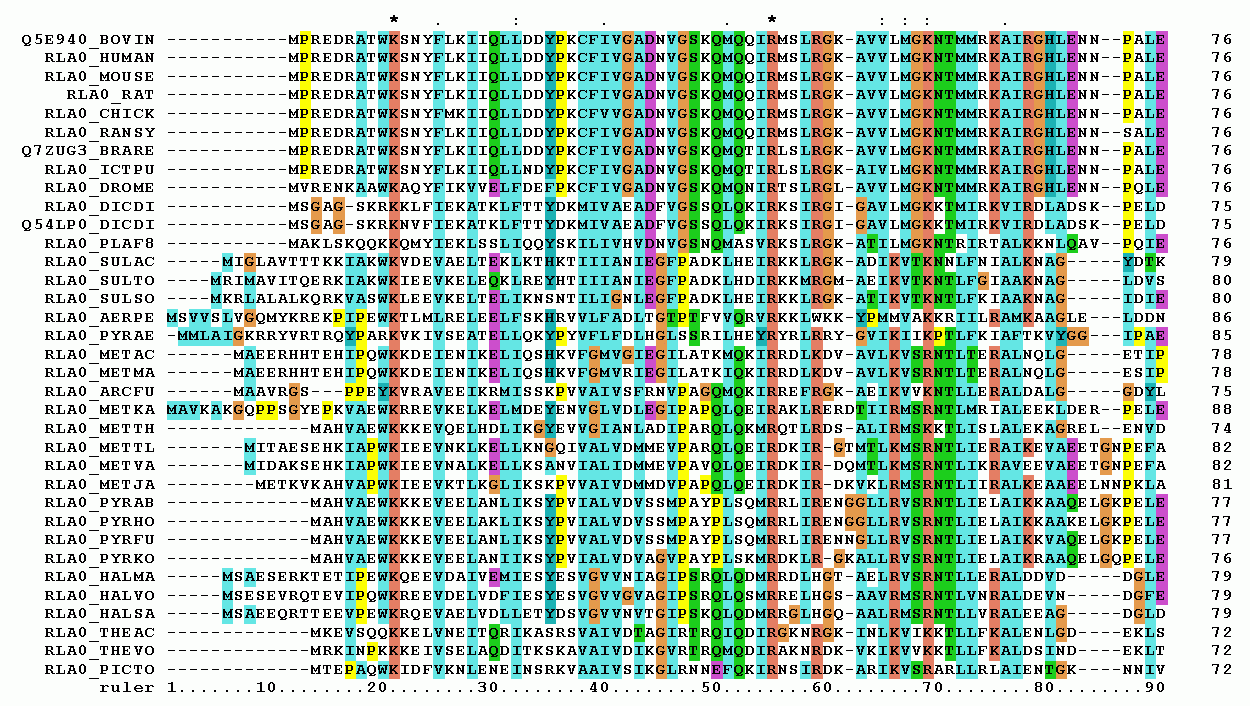
Darstellung der Aminosäuren-Zusammensetzung des r-Proteins L10E in verschiedenen Spezies, mit mehreren Gaps und Ersetzungen.

Ein Gap (engl., zu deutsch: Lücke) bezeichnet in der Bioinformatik eine Lücke oder Leerstelle in einer Sequenz, insbesondere beim Sequenzalignment in der Genetik. Liegt beim Vergleichen zweier verwandter Sequenzen (z. B. den Genom-Codes zweier verwandter Spezies) in der einen Sequenz eine Lücke vor, während dort in der anderen Sequenz weitere Elemente stehen, spricht man von einem Gap.
Gaps können durch verschiedene Arten von Mutationen entstehen: Bei einer Insertion wurde ein zusätzliches Element eingefügt, der Gap besteht dann in der älteren Sequenz. Bei einer Deletion wurde umgekehrt ein Element gelöscht, sodass der Gap in der jüngeren Sequenz entsteht. Da meist nicht bekannt ist welche Sequenz evolutionär älter ist, werden Mutation auch mit dem neutralen Portemanteau indel oder insdel (von „insert“ und „delete“) bezeichnet.

## Informatische Bewertung
In der algorithmischen Bioinformatik wird die Ähnlichkeit zweier Sequenzen danach bewertet, an wie vielen Stellen diese sich durch Ersetzungen (wenn beide Sequenzen an einer Stelle unterschiedliche Werte haben) und Lücken (Gaps) unterscheiden. Das Maß dafür ist die Distanz, eine Kostenfunktion, welche abstrahiert wie viele Änderungen nötig wären, um eine Sequenz in die andere zu überführen. Je höher dies Distanz (= die „Kosten“ der Überführung von einer Sequenz in die andere), desto geringer ist die Ähnlichkeit beider Sequenzen.
Aufgrund biochemischer Gegebenheiten wird in der Bioinformatik davon ausgegangen, dass die Existenz eines Gaps wesentlich mehr über die Distanz zweier Sequenzen aussagt, als dessen Länge. Beim Vergleich zweier Sequenzen fallen in der Distanzfunktion daher hohe Kosten für die Entstehung eines Gaps an (die sogenannte gap opening penalty, GOP), während jede weitere Stelle des Gaps teils deutlich weniger harsch gewertet wird (die gap extension penalty, GEP).